# Енергія

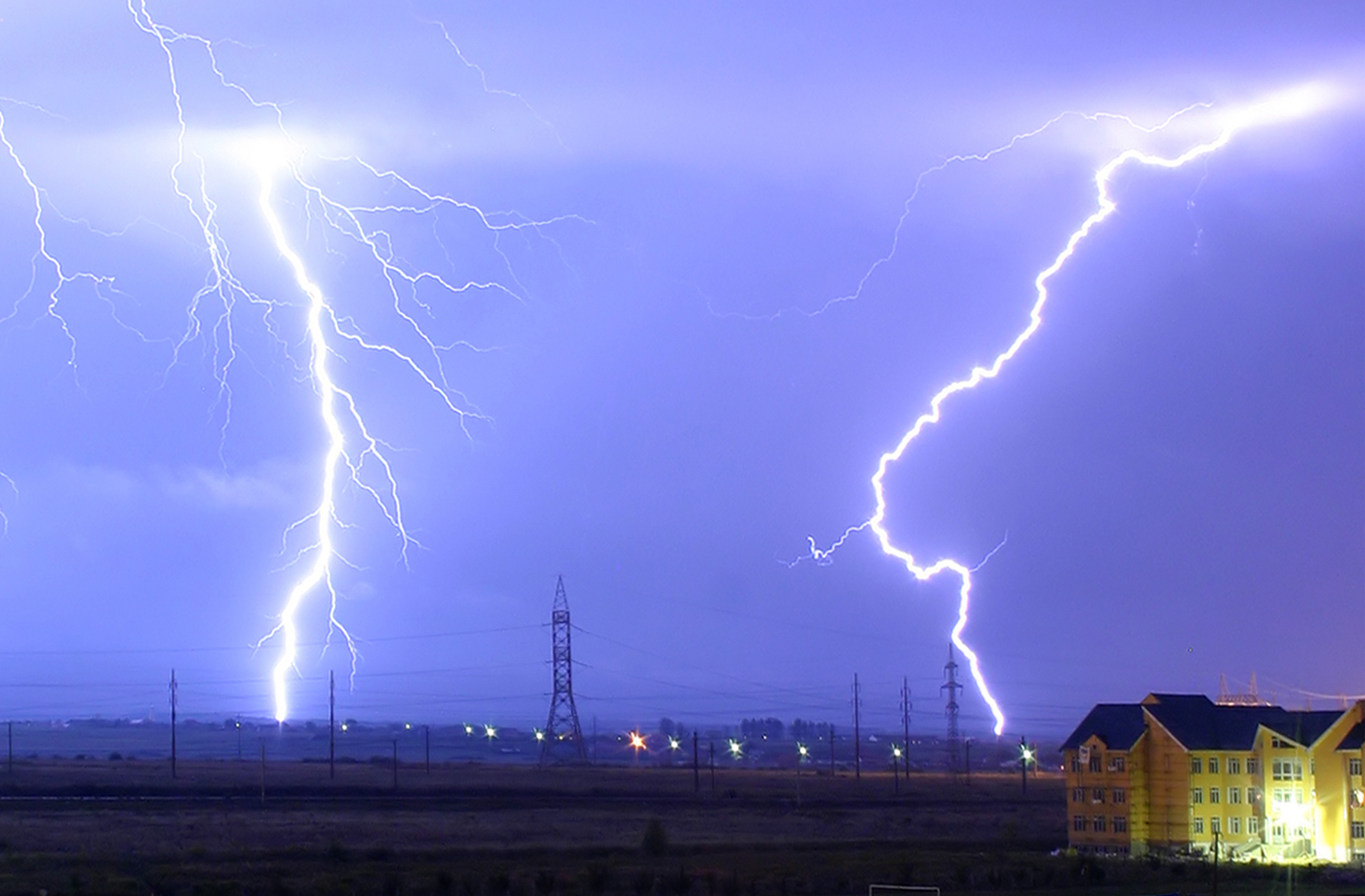
Блискавка є однією з форм передачі енергії

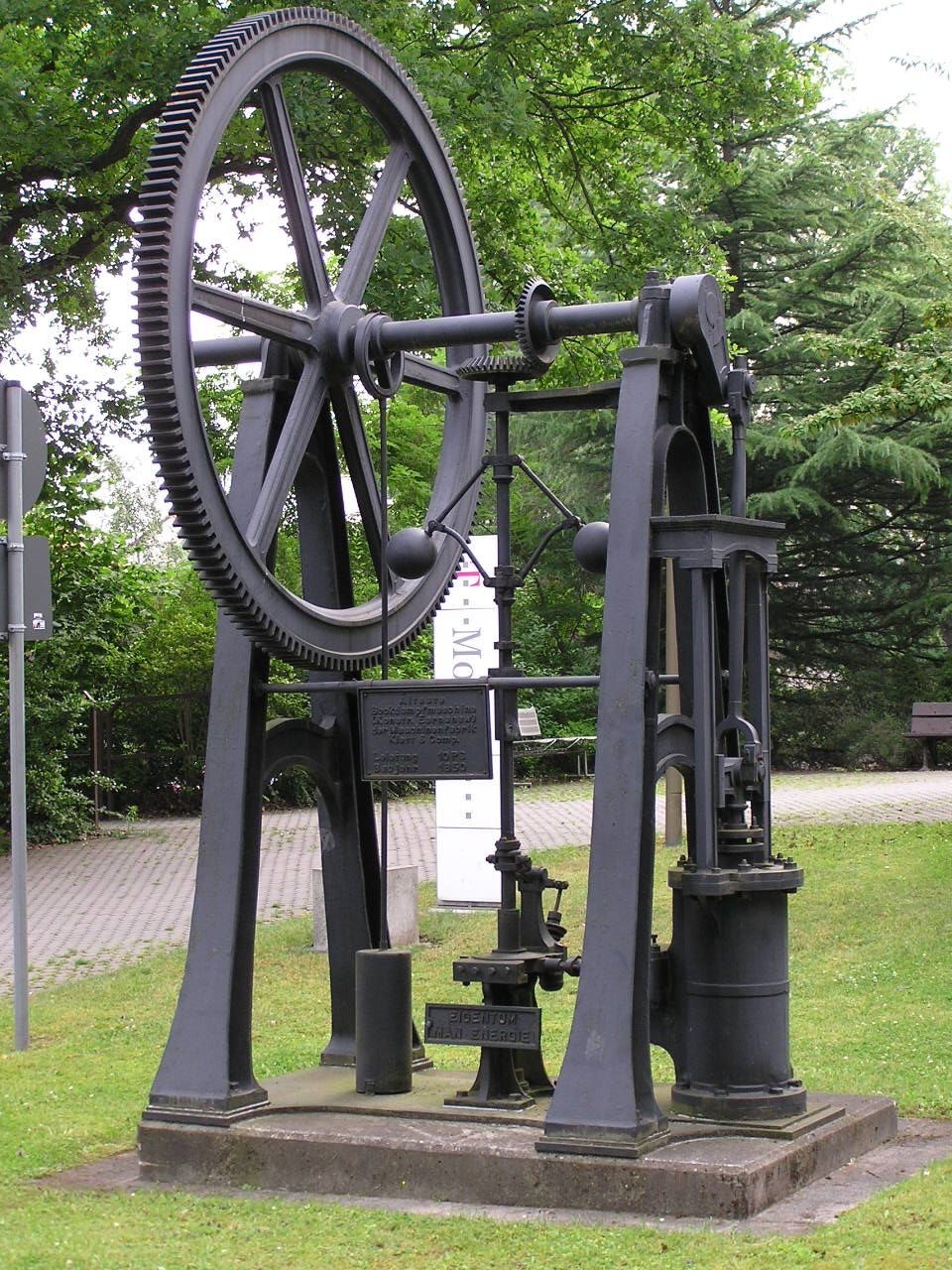
Парові двигуни перетворюють тепло в механічну енергію

Ене́ргія (дав.-гр. ἐνέργεια = [ἐν- (en-, “в”) +‎ ἔργον (érgon, “діло”) = діяти] +‎ -ος (-os, "іс") + -ιᾰ (-ia, "ть") — діяльність) — це скалярна фізична величина, загальна кількісна міра руху і взаємодії всіх видів матерії. Енергія не виникає з нічого і нікуди не зникає, вона може тільки переходити з одного стану в інший (закон збереження енергії). Поняття енергії поєднує всі явища природи в одне ціле, є загальним визначенням стану фізичних тіл і фізичних полів.
Внаслідок існування закону збереження енергії поняття «енергія» поєднує всі явища природи.
Поняття енергії пов'язане зі здатністю фізичного тіла або системи виконувати роботу. Під час цього, тіло або система частково губить енергію, витрачаючи її на зміни в навколишніх тілах.

## Позначення й одиниці вимірювання

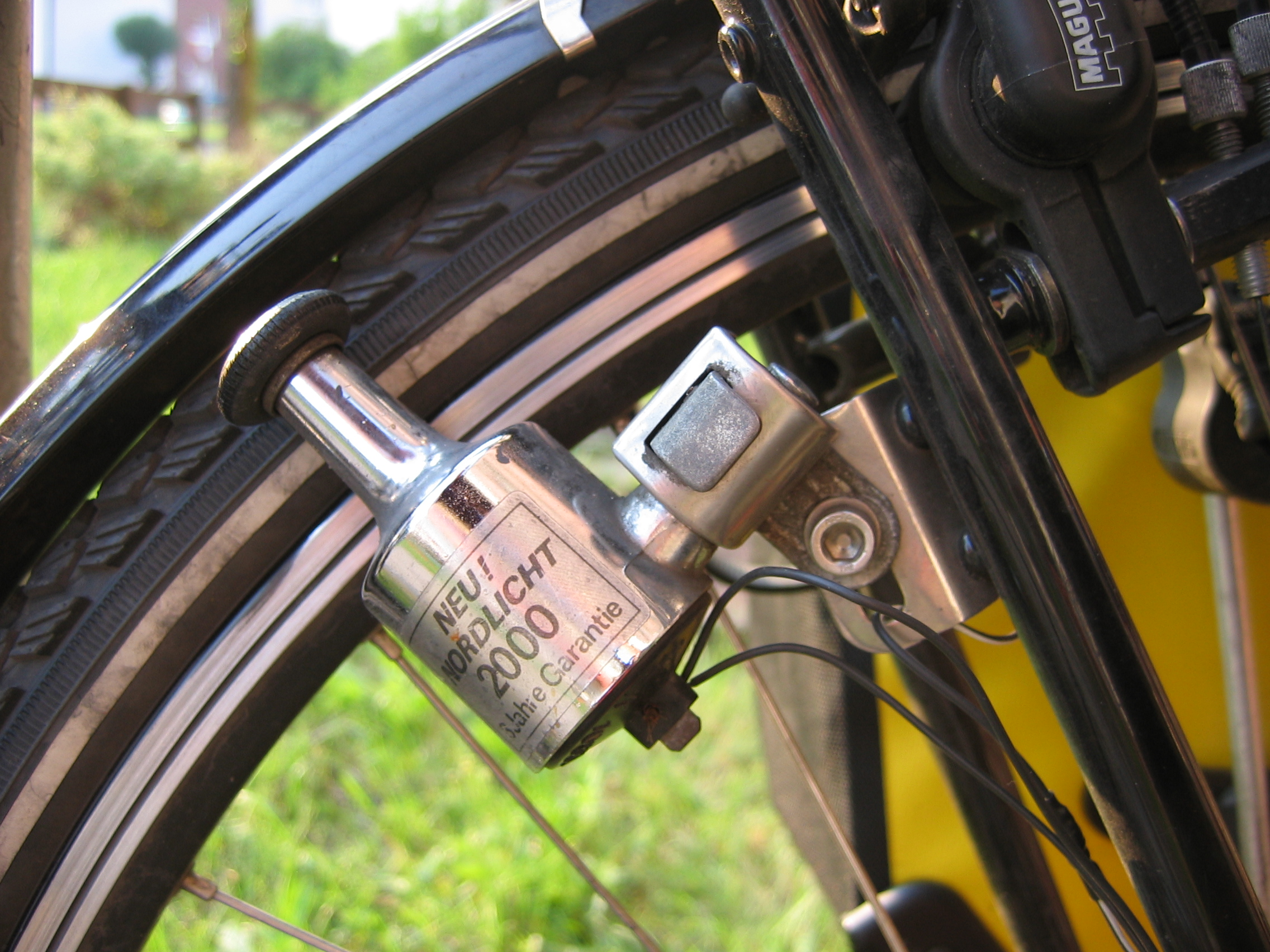
Динамо перетворює механічну енергію в електричну енергію

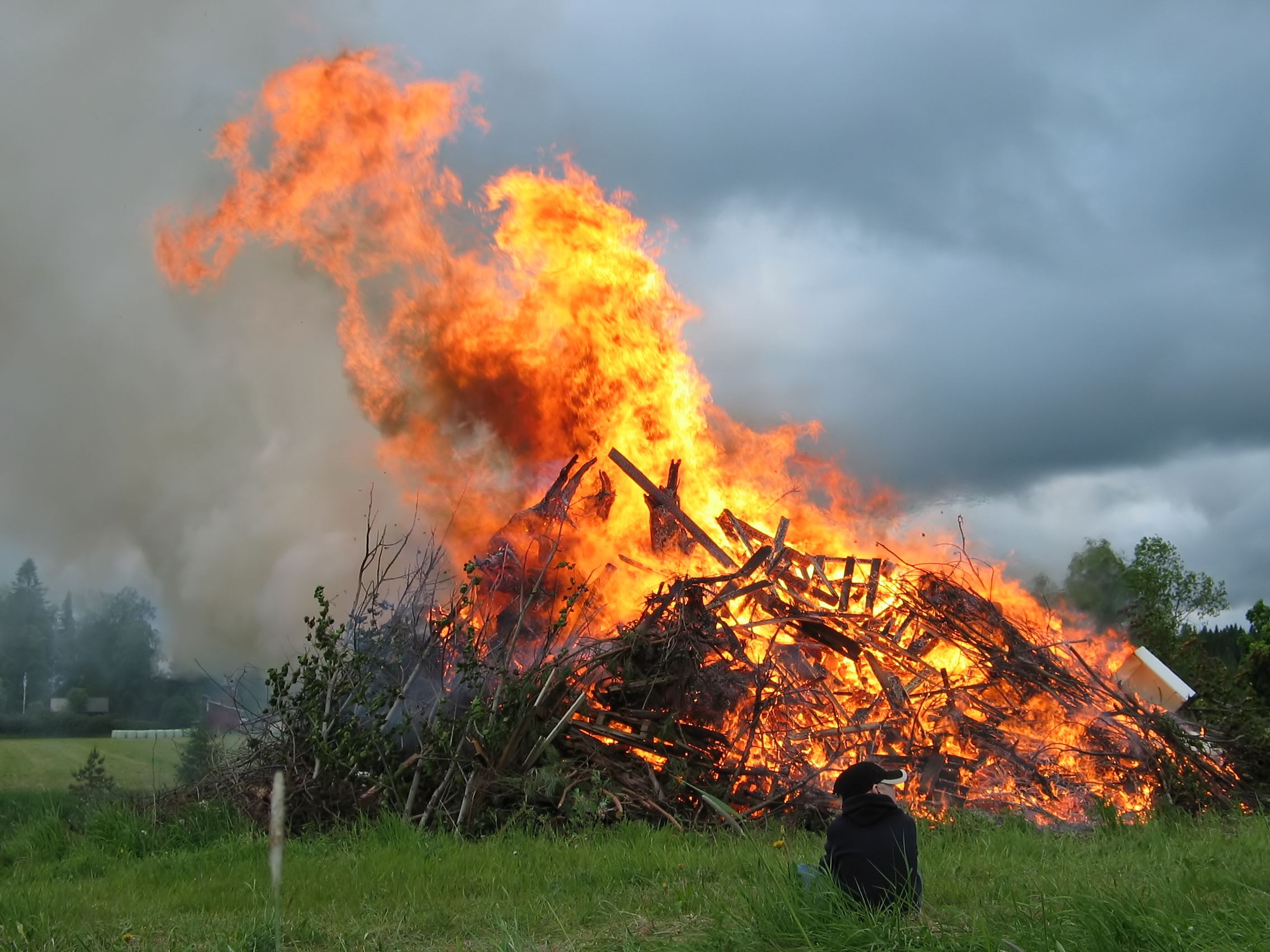
Вогонь перетворює хімічну енергію в теплову

У фізиці енергія зазвичай позначається латинською літерою E. У Міжнародній системі одиниць (SI) енергія вимірюється в джоулях. У системі СГС — у ергах. Крім цих основних одиниць вимірювання, на практиці використовують дуже багато інших зручних для певного застосування одиниць. В атомній і ядерній фізиках а також у фізиці елементарних частинок енергію вимірюють електрон-вольтами, в хімії калоріями, у фізиці твердого тіла градусами Кельвіна, у спектроскопії оберненими сантиметрами, у квантовій хімії Гартрі.

## Види енергії
Відповідно до різних форм руху матерії, розрізняють кілька типів енергії: механічна, електрична, хімічна, ядерна, теплова та ін. Цей поділ є досить умовним. Так, хімічна енергія складається з кінетичної енергії руху електронів, їхньої взаємодії та співдії з атомами.
Водночас розрізняють енергію внутрішню та енергію у полі зовнішніх сил. Внутрішня енергія дорівнює сумі кінетичної енергії руху молекул і потенціальної енергії взаємодії молекул між собою. Внутрішня енергія ізольованої системи є постійною.
У різноманітних фізичних процесах різні види енергії можуть перетворюватися один в інший. Наприклад, атомна енергія в атомних електростанціях перетворюється спочатку на внутрішню теплову енергію пари, яка обертає турбіни (механічна енергія), що своєю чергою індукують електричний струм в генераторах (електрична енергія), який використовують для освітлення (енергія електромагнітного поля) тощо.
Енергія системи однозначно залежить від параметрів, що визначають її стан. Стосовно неперервного середовища, вводять терміни густини енергії — енергія в одиниці об'єму, і густини потоку енергії, що дорівнює добутку густини енергії на швидкість її переміщення.

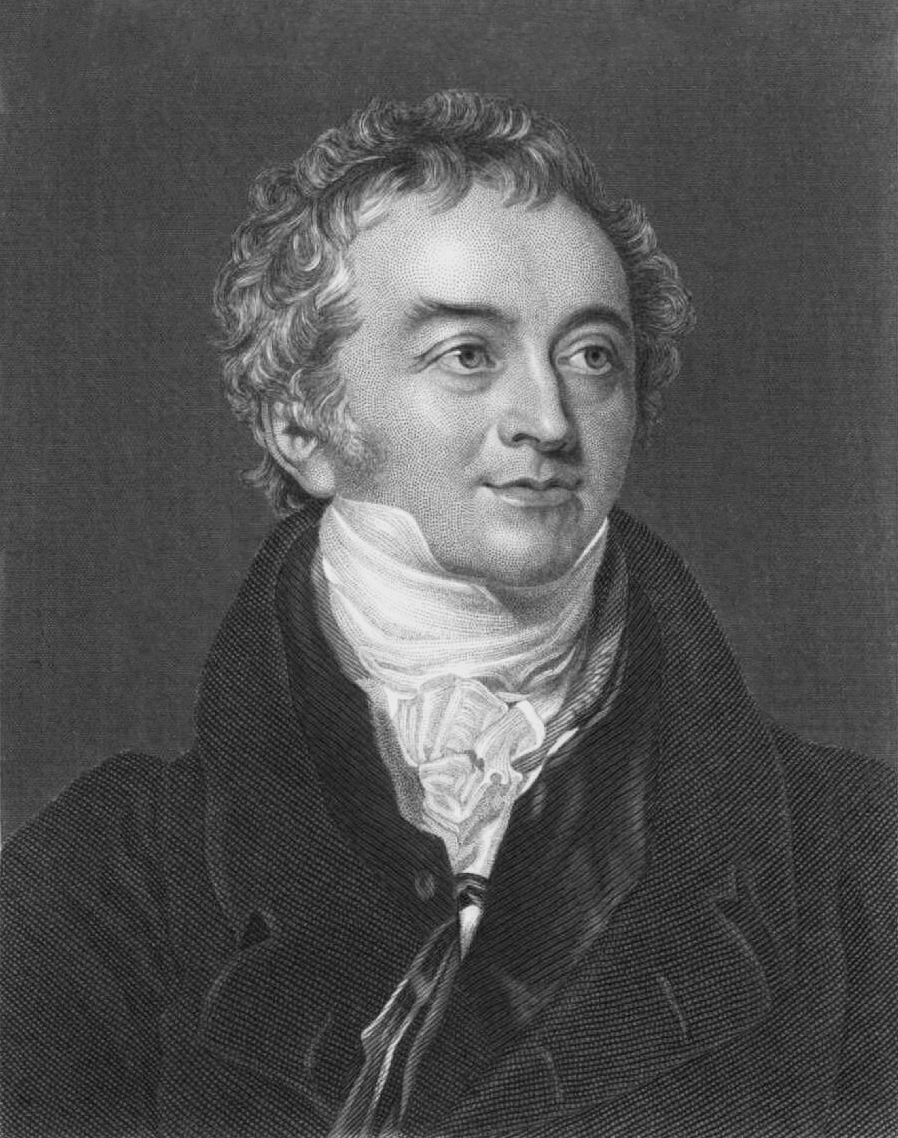
Томас Юнг. Першим застосував термін енергія.

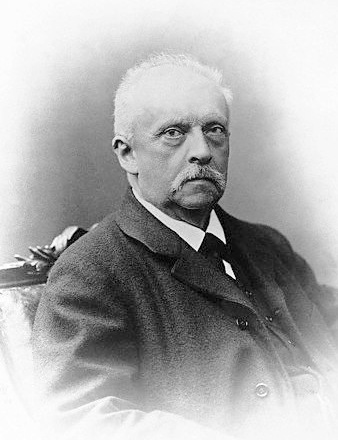
Герман фон Гельмгольц, німецький фізик, фізіолог та психолог

Енергія в різних галузях:
- У механіці — сума потенціальної та кінетичної енергії.
- У термодинаміці — внутрішня енергія або збільшення термодинамічної енергії, що є сумою теплоти та роботи, наданих системі.
- Для фотона E= hν, де h — стала Планка, ν — частота випромінення.
- У релятивістичній фізиці E= mc2, де m маса, c — швидкість світла.

## Історія
Тлумачення енергії складалося у фізиці протягом багатьох століть. Його розуміння весь час змінювалося. Уперше термін «енергія» у сучасному фізичному розумінні застосував у 1808 році Томас Юнг. До того вживався термін жива сила (лат. vis viva), який ще в 17-му столітті ввів у обіг Готфрід Вільгельм Лейбніц, визначивши його як добуток маси на квадрат швидкості.
1829 року, Гаспар-Гюстав Коріоліс вперше застосував термін кінетична енергія в сучасному сенсі, а термін потенціальна енергія був запроваджений Вільямом Ренкіном в 1853 році. На той час отримані в дослідженнях у різних галузях науки дані почали складатися в загальну картину. Завдяки дослідам Джоуля, Маєра, Гельмгольца прояснилося питання перетворення механічної енергії в теплову. В одній з перших робіт «Про збереження сили» (1847) Гельмгольц, дотримуючись задуму єдності природи, математично обґрунтував закон збереження енергії та положення про те, що живий організм є фізико-хімічним середовищем, у якому зазначений закон точно виконується. Гельмгольц сформулював «принцип збереження сили» і неможливість Perpetuum Mobile. Ці відкриття дозволили сформулювати перший закон термодинаміки або закон збереження енергії. Поняття енергії стало центральним у розумінні фізичних процесів. Незабаром, у природний спосіб, у поняття енергії вписалася термодинаміка хімічних реакцій і теорія електричних і електромагнітних явищ.
З побудовою теорії відносності до поняття енергії додалося нове розуміння. Якщо раніше потенціальна енергія визначалася з точністю до довільної сталої, то спеціальна теорія відносності встановила зв'язок енергії з масою.
Квантова механіка збагатила поняття енергії квантуванням — для певних фізичних систем енергія може брати лише дискретні значення. Крім того, принцип невизначеності встановив границі точності вимірювання енергії і її взаємозв'язок із часом. Теорема Нетер продемонструвала, що закон збереження енергії випливає з принципу однорідності часу, за яким фізичні процеси в однакових системах протікають однаково, навіть якщо вони починаються в різні моменти часу.

## Теорія відносності
Енергія тіла залежить від системи відліку, тобто неоднакова для різних спостерігачів. Якщо тіло рухається зі швидкістю {\displaystyle v} відносно якогось спостерігача, то для іншого спостерігача, який рухається з тією ж швидкістю, воно здаватиметься нерухомим. Відповідно, для першого спостерігача кінетична енергія тіла буде дорівнювати (виходячи із законів класичної механіки) {\displaystyle mv^{2}/2}, де m — маса тіла, а для іншого — нулю.
Ця залежність енергії від системи відліку зберігається також у теорії відносності. Для визначення перетворень, які відбуваються з енергією при переході від одної інерційної системи відліку до іншої, використовують складнішу математичну конструкцію — тензор енергії-імпульсу.
Енергія тіла залежить від швидкості вже не так, як у Ньютонівській фізиці, а формулою Ейнштейна:
{\displaystyle E={\frac {mc^{2}}{\sqrt {1-v^{2}/c^{2}}}}=mc^{2}+{\frac {mv^{2}}{2}}+O\left(\left({\frac {v}{c}}\right)^{4}\right)},
де {\displaystyle m} — інваріантна маса. У системі відліку, пов'язаній з тілом, його швидкість дорівнює нулю, а енергія, яку називають енергією спокою:
{\displaystyle E_{0}=mc^{2}}.
Це найменша енергія, яку може мати масивне тіло. Значення формули Ейнштейна також у тому, що до неї енергія визначалася з точністю до довільної сталої, а формула Ейнштейна знаходить абсолютне значення цієї сталої.

## Квантова механіка
Тоді, як у класичній фізиці енергія будь-якої системи змінюється неперервно і може набувати довільних значень, Квантова теорія стверджує, що енергія мікрочастинок, прив'язаних силою взаємодії із іншими мікрочастинками до обмежених областей простору, може набувати лише певних дискретних значень. Так, атоми випромінюють енергію в вигляді дискретних порцій — світлових квантів, або фотонів, величина яких залежить від частоти:
{\displaystyle E=\hbar \omega },
де {\displaystyle \hbar } — стала Планка, а {\displaystyle \omega } — циклічна частота.
Оператором енергії у квантовій механіці є гамільтоніан. В стаціонарних станах квантових систем енергія може мати лише ті значення, які відповідають власним значенням гамільтоніана. Для локалізованих станів енергія може мати лише певні дискретні значення.

## Принцип невизначеності
Енергія є фізичною величиною, канонічно спряженою з часом. Принцип невизначеності Гейзенберга для енергії записується у вигляді
{\displaystyle \Delta E\Delta t\geq {\frac {\hbar }{2}}},
де {\displaystyle \Delta E} — похибка у визначенні енергії, {\displaystyle \Delta t} — похибка у визначенні часу, {\displaystyle \hbar } — зведена стала Планка.
Ця умова означає, що для абсолютно точного визначення енергії фізичної системи, за нею потрібно спостерігати нескінченно довго. Якщо ж система існує в певному стані скінченний час, то похибка у визначенні її енергії визначається цим часом.
Зважаючи на мале значення сталої Планка, похибка у визначенні енергії макроскопічних систем незначна, й у більшості випадків нею можна знехтувати. Однак, у разі розгляду мікроскопічних станів із дуже малим часом життя, вона може бути суттєвою.